# 何進滔
何進滔（？—840年），唐朝靈州（今寧夏吴忠）人，曾為魏博节度使。子何弘敬續領魏博軍。

## 簡介
家世軍籍，先祖來自西域的九姓何國，內遷定居靈武。八代祖何妥，隋國子監祭酒、襄城公。五代祖何令思，破薛延陀于石堡城。曾祖父何考物，祖父何俊。父何默，夏州衙前兵馬使。
進滔客居魏博，從田弘正為魏博將，元和十年（815年），田弘正奉詔討伐成德節度使王承宗，王承宗派騎兵攻擊魏博兵營，田弘正派何進滔迎戰，大勝之。記功衙內都知兵馬使。
元和十三年（818年），討淄青節度使李師道，何進滔率鐵騎攻鄆州（今山東省東平縣），以功升授兼侍御史。
田弘正死後，依附史憲誠。大和三年（829年），史憲誠被亂兵所殺，都知兵馬使何進滔穩住軍心，掌握政權。後朝廷授為魏博節度使，任內民心安定，大得民情。
開成五年（840年），卒于任上。赠太傅，唐文宗表彰之，命柳公權為何進滔撰德政碑。

## 延伸阅读
[在维基数据编辑]
 《舊唐書·卷181》，出自刘昫《舊唐書》
 《新唐書/卷210》，出自《新唐書》